# Nacht von Belgrad
Als Nacht von Belgrad ist das Finale der Fußball-Europameisterschaft 1976 zwischen der Tschechoslowakei und Welt- und Europameister Deutschland in die Fußballgeschichte eingegangen. Siegreiche Mannschaft am 20. Juni 1976 im Belgrader Stadion war die der Tschechoslowakei.

## Vorgeschichte
Es war das erste Finale eines großen Turniers, das im Elfmeterschießen entschieden wurde. Dass es zu einem Elfmeterschießen statt zu einem Wiederholungsspiel kam, hatte der DFB kurz vor dem Finale beantragt, um seinen Spielern beim Urlaub entgegenzukommen. Acht Jahre zuvor (EM 1968) hatte es noch ein Wiederholungsspiel gegeben, vier Jahre zuvor (EM 1972) waren die Deutschen so überlegen, dass sie das Finale spielerisch leicht gewonnen hatten.
Beide hatten zuvor ihre Halbfinalspiele nach Verlängerung gewonnen. Für Deutschland war es die dritte Endspielteilnahme in Folge, die vorherigen Endspiele (EM 1972 und WM 1974) hatte Deutschland gewonnen. Für Franz Beckenbauer war es sein 100. Länderspiel, nur fünf Spieler hatten zu dem Zeitpunkt mehr Länderspiele. Für die Tschechoslowakei war es die insgesamt dritte Endspielteilnahme, beide vorherigen Endspiele (WM 1934 und 1962) wurden verloren. Deutschland galt als Favorit, obwohl die Tschechoslowakei seit Oktober 1974 ungeschlagen war.

## Spielverlauf
Die Tschechoslowakei ging früh mit 1:0 nach einem Fehler von Berti Vogts in Führung und baute diese nach einer zu kurzen Kopfballabwehr von Beckenbauer in der 25. Minute auf 2:0 aus. Schon drei Minuten später gelang Dieter Müller mit seinem 4. Turniertor der Anschlusstreffer. Es dauerte aber trotz vieler Torchancen bis zur letzten Minute, ehe Bernd Hölzenbein der 2:2-Ausgleich gelang.
Die anschließende Verlängerung brachte zwar wieder Torchancen auf beiden Seiten, blieb aber torlos.
So kam es zum ersten Elfmeterschießen in einem bedeutenden Finale. Ursprünglich war bei einem Unentschieden nach Verlängerung ein Wiederholungsspiel für den folgenden Dienstag vorgesehen, doch auf Bitten des DFB-Präsidenten Hermann Neuberger, des Bundestrainers Helmut Schön und des Teambetreuers Erich Deuser wurde auf ein Wiederholungsspiel verzichtet und stattdessen Elfmeterschießen als Entscheidung festgelegt. Dies wurde erst einige Stunden vor Anpfiff entschieden. Die deutschen Spieler erfuhren von der Regeländerung beim Aufwärmen und waren davon überrascht.
Besonders in Erinnerung blieben dabei der von Uli Hoeneß verschossene Elfmeter und der von Antonín Panenka schlitzohrig verwandelte letzte Elfmeter, mit dem das Spiel entschieden wurde. Franz Beckenbauer durfte als 5. deutscher Schütze nicht mehr antreten. Anders als alle Spieler vorher, die mit voller Kraft den Ball ins Tor schossen, lupfte Panenka den Ball in die Mitte des Tores, während Sepp Maier schon in der linken Ecke lag.
| Tschechoslowakei                                                           | Tschechoslowakei | BR Deutschland | BR Deutschland |
| -------------------------------------------------------------------------- | --- | --- | -------------- |
| Tschechoslowakei                                                           | \| Finale \| \| Sonntag, 20. Juni 1976 um 20:15 Uhr (MEZ) in Belgrad (Stadion Roter Stern) \| \| Ergebnis: 2:2 n. V. (2:2, 2:1), 5:3 i. E. \| \| Zuschauer: 30.800 \| \| Schiedsrichter: Sergio Gonella ( Italien) \|               | \| Finale \| \| Sonntag, 20. Juni 1976 um 20:15 Uhr (MEZ) in Belgrad (Stadion Roter Stern) \| \| Ergebnis: 2:2 n. V. (2:2, 2:1), 5:3 i. E. \| \| Zuschauer: 30.800 \| \| Schiedsrichter: Sergio Gonella ( Italien) \|                  | BR Deutschland |
| Tschechoslowakei                                                           | Ivo Viktor, Ján Pivarník, Anton Ondruš, Jozef Čapkovič, Koloman Gögh, Karol Dobiaš (93. František Veselý), Antonín Panenka, Jozef Móder, Marián Masný, Ján Švehlík (80. Ladislav Jurkemik), Zdeněk Nehoda Cheftrainer: Václav Ježek | Sepp Maier, Berti Vogts, Bernard Dietz, Georg Schwarzenbeck, Franz Beckenbauer, Rainer Bonhof, Uli Hoeneß, Herbert Wimmer (46. Heinz Flohe), Dieter Müller, Erich Beer (80. Hans Bongartz), Bernd Hölzenbein Cheftrainer: Helmut Schön | BR Deutschland |
| Tschechoslowakei                                                           | 1:0 Ján Švehlík (8.) 2:0 Karol Dobiaš (25.) | 2:1 Dieter Müller (28.) 2:2 Bernd Hölzenbein (90.) | BR Deutschland |
| Tschechoslowakei                                                           | Elfmeterschießen | | BR Deutschland |
| Tschechoslowakei                                                           | 1:0 Marián Masný 2:1 Zdeněk Nehoda 3:2 Anton Ondruš 4:3 Ladislav Jurkemik 5:3 Antonín Panenka | 1:1 Rainer Bonhof 2:2 Heinz Flohe 3:3 Hans Bongartz Uli Hoeneß schießt übers Tor | BR Deutschland |
| Tschechoslowakei                                                           | Karol Dobiaš (55.), Jozef Móder (59.) | | BR Deutschland |
| Finale                                                                     | | |                |
| Sonntag, 20. Juni 1976 um 20:15 Uhr (MEZ) in Belgrad (Stadion Roter Stern) | | |                |
| Ergebnis: 2:2 n. V. (2:2, 2:1), 5:3 i. E.                                  | | |                |
| Zuschauer: 30.800                                                          | | |                |
| Schiedsrichter: Sergio Gonella ( Italien)                                  | | |                |

## Zuschauer und Berichterstattung
30.800 Zuschauer verfolgten das Spiel. Da die Heimmannschaft aus Jugoslawien im Halbfinale gegen Deutschland ausgeschieden war, war das Stadion nicht voll besetzt. Weltweit sollen etwa eine Milliarde Menschen das Spiel am Fernseher verfolgt haben. Der Originalkommentar im bundesdeutschen Fernsehen stammte von Ernst Huberty.